# Bando (sport)
Il bando è uno sport di squadra di tipo "palla e mazza", somigliante a hockey su prato, hurling e shinty, registrato per la prima volta in Galles nel diciottesimo secolo.
Una partita di bando viene giocata su un grande campo pianeggiante tra due squadre composte da un massimo di trenta giocatori ciascuna. I giocatori sono dotati di un bando: un bastone dalla punta ricurva simile a quello utilizzato nell'hockey su prato. Sebbene non si conoscano regole formali, l'obiettivo del gioco è quello di colpire una palla e di indirizzarla tra due punti che fungono da porte alle due estremità del campo.
Popolare nel Glamorgan nel diciannovesimo secolo, lo sport è quasi scomparso alla fine del secolo. Ora uno sport minoritario, il gioco è ancora praticato in alcune parti del Galles, dove è diventato una tradizione pasquale.